# Col du Saint-Gothard
Pour les articles homonymes, voir Saint-Gothard (homonymie) et Gotthard.
Le col du Saint-Gothard ou col du Gothard (passo del San Gottardo en italien, Gotthardpass en allemand) est un col des Alpes suisses, situé à 2 107 m d'altitude, qui relie Andermatt dans le canton d'Uri à Airolo dans le canton du Tessin.
Ce franchissement, dont le nom renvoie à Gothard de Hildesheim, assurait l'essentiel des flux directs de personnes et marchandises entre le nord de la Suisse, le Tessin et l'Italie, et plus généralement entre le centre de la plaine du Pô et l'Europe du Nord.

## Géographie
Le col du Saint-Gothard est situé à 2 107 m d'altitude.
On y trouve aujourd'hui l'ancien hospice du Saint-Gothard, et de nouveaux bâtiments comprenant un musée, un hôtel, un restaurant et une boutique de souvenirs, ainsi qu'un lac.

## Histoire

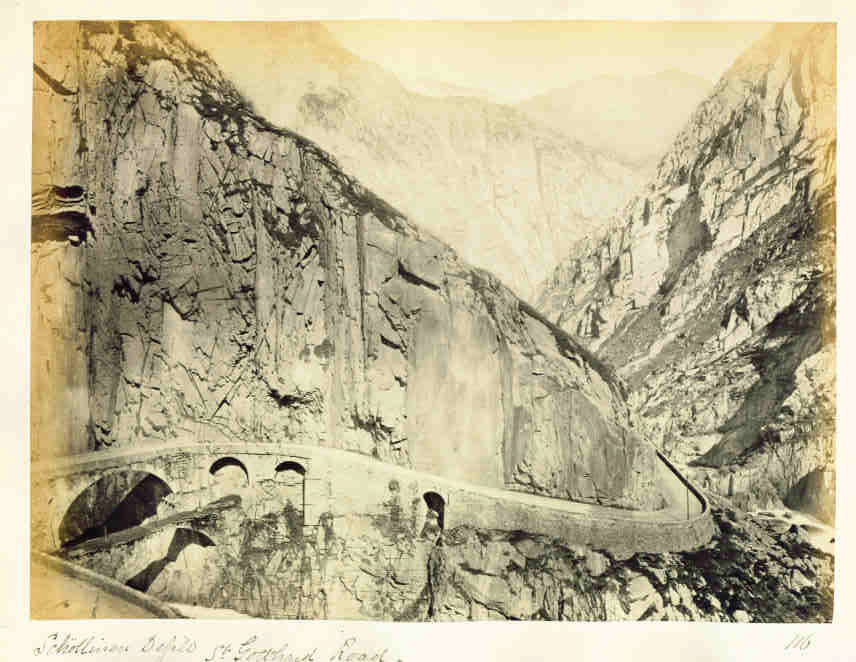
La route nord du col du St Gothard au XIXe siècle.

La vaste cuvette glaciaire qui conduit au col lui-même est un lieu de passage utilisé depuis plusieurs siècles, qui a notamment contribué à la prospérité des villes de Milan et de Zurich, les reliant directement. Il aurait été ouvert aux alentours de 1220 grâce notamment à la construction du pont du Diable et possède dès lors l'avantage par rapport aux autres cols des Alpes centrales d'être relativement bas et d'avoir des vallées courtes et faciles d'accès. Il n'est pas étranger à la constitution d'une première confédération de cantons (Confédération des III cantons) à la fin du XIIIe siècle autour du lac des Quatre-Cantons et vers le Tessin. Le canton d'Uri jouit désormais d'une nouvelle importance et de potentiels revenus de droit de passage. Sa dépendance du comte de Zurich Rodolphe II de la maison de Habsbourg est ainsi rachetée au nom de Frédéric II en 1231 et le statut d'immédiateté impériale lui est même accordé.

Photo aérienne par Walter Mittelholzer (1931).

Un petit sanctuaire est construit au IXe – Xe siècle, remplacé par une chapelle consacrée en 1230 ; celle-ci est reconstruite à la fin du XVIIe siècle par les pères capucins. La première mention d'un hospice remonte à 1237. Il est administré par les pères capucins jusqu'en 1799. En 1602, Frédéric Borromée établit à l'hospice un prêtre puis y fit construire une maison à l'intention des voyageurs en 1623-1629. De 1685 à 1841, l'établissement est géré par des frères capucins. Après la chute d'une avalanche en 1774, l'édifice est reconstruit en pierre, accompagné d'une écurie octogonale. La vieille « souste » (actuellement musée national du Saint-Gothard), a été élevée entre 1834 et 1837 selon des plans de Domenico Fontana ; cet édifice rectangulaire, avec portique à arcades caractéristiques en façade principale, a été restauré en 1983-1986. Il servait initialement de poste douanier et de dépôt de marchandises mais aussi, dès 1866, d'hôtel pour des voyageurs fortunés. Il est ensuite devenu dépendance de l'Albergo Monte Prosa, établissement élevé sur des plans d'A. Regli et inauguré en 1886.
Un barrage de retenue a été construit dans la cuvette du col. Durant la seconde moitié du XXe siècle, le lac situé près du col a fait l'objet d'immersion de munitions obsolètes par l'armée suisse.
Le Sasso da Pigna, fort d'artillerie de l'armée suisse, a été construit en 1941-1942 ; il est aujourd'hui transformé en musée.

## Trafic
Pour rejoindre Airolo, il existe deux routes qui partent depuis le sommet :
- la tremola vecchia (qui signifie « vieille tremblante » en italien), l'ancienne route, encore presque entièrement pavée ;
- une route plus moderne, la tremola nuova.

Pour rejoindre Andermatt, la route sinueuse offre une vue sur de pittoresques paysages.

## Cyclisme
La route du col est régulièrement empruntée par le Tour de Suisse cycliste. Entre sa création en 1933 et 2014, cette compétition est passée à 37 reprises sur le Gothard. Il est de retour sur les tours de Suisse 2015 et 2016.
Voici les derniers coureurs qui l'ont franchi en tête.
| Année | Étape | Importance dans l’étape | 1er au sommet   |
| ----- | ----- | ----------------------- | --------------- |
| 2019  | 7     | Arrivée au sommet       | Egan Bernal     |
| 2019  | 9     | Passage                 | Hugh Carthy     |
| 2021  | 6     | Passage                 |                 |
| 2021  | 8     | Passage                 | Michael Woods   |
| 2024  | 4     | Arrivée au sommet       | Torstein Traeen |

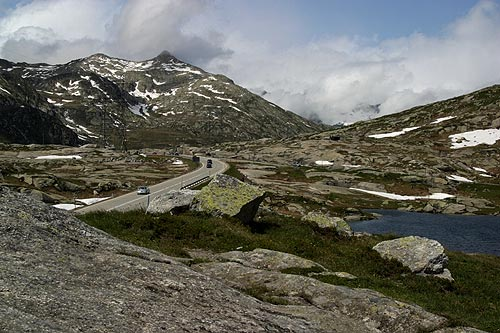
Route venant du sud proche du col.
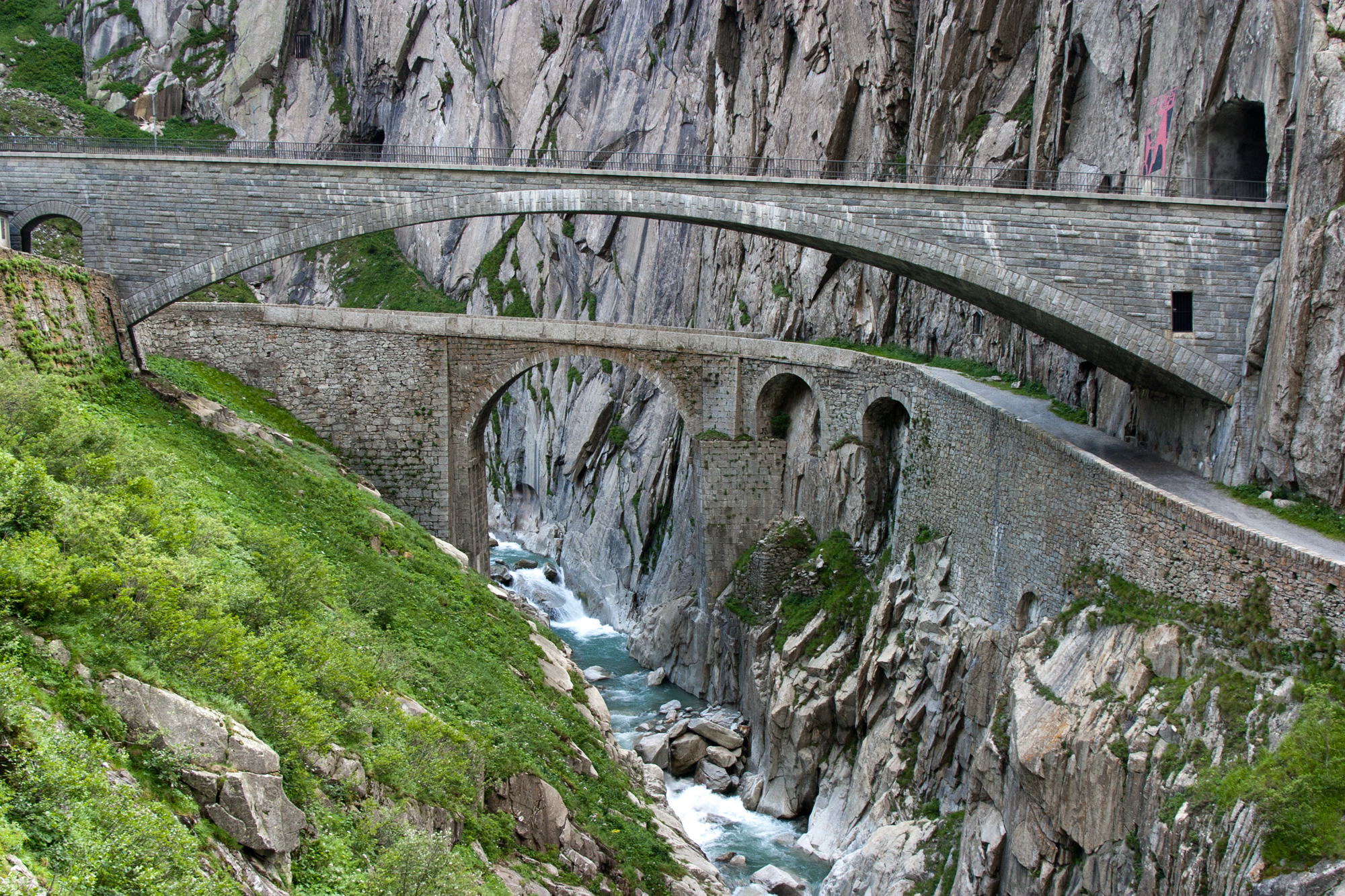
Le pont du Diable.
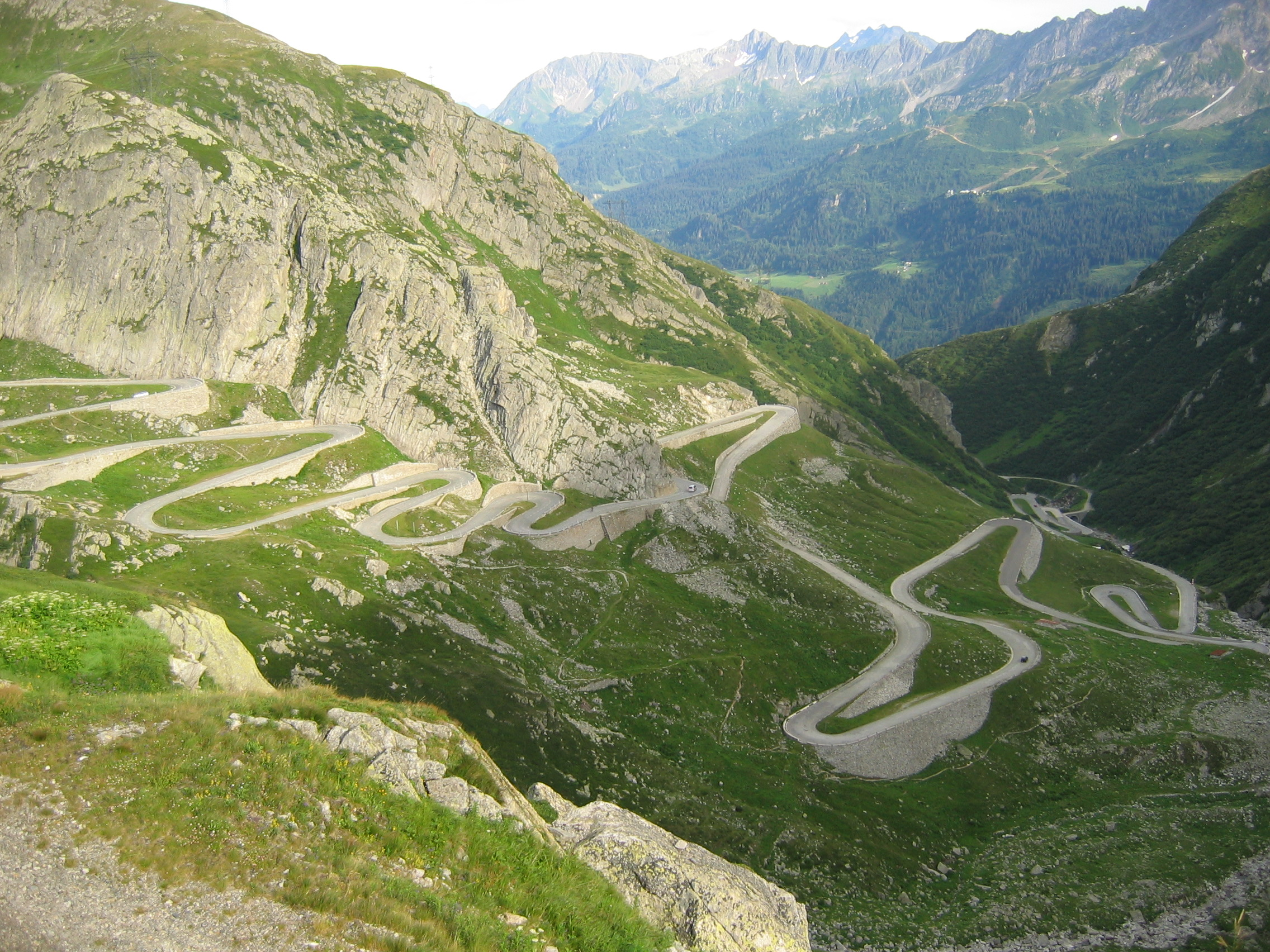
Ancienne route du col sur le versant sud.
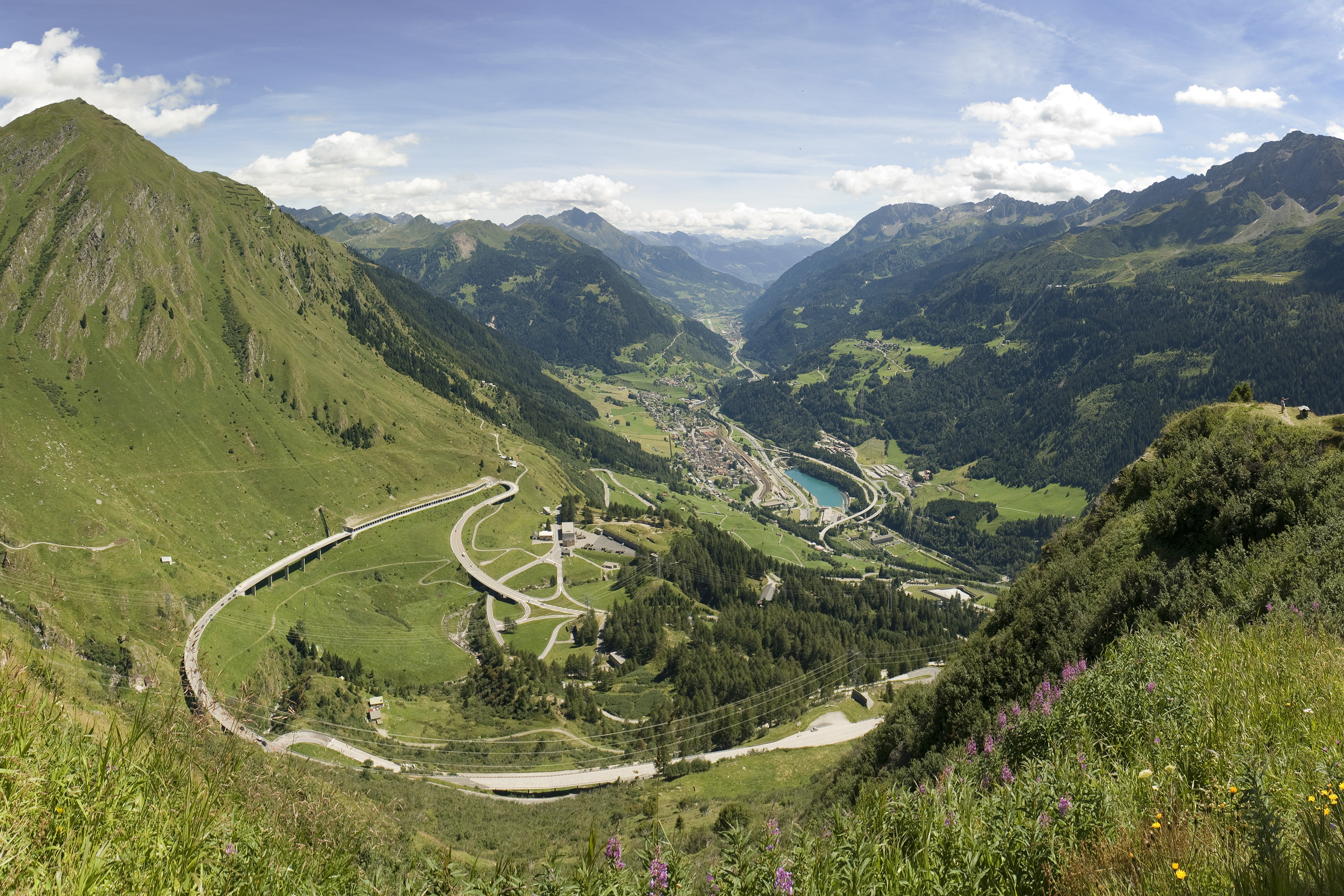
La rampe sud du col au-dessus d'Airolo, Tessin.

## Dans la culture
Johann Wolfgang von Goethe décrit le col du Saint-Gothard, dans Voyages en Suisse, en novembre 1779, alors qu'il séjourne quelques jours chez les frères capucins :

« Une petite description géographique vous fera voir combien est remarquable le point où nous sommes maintenant. À la vérité, le Gothard n'est pas la plus haute montagne de la Suisse, et en Savoie, le mont Blanc est beaucoup plus élevé : cependant le Gothard n'en est pas moins la reine des montagnes, parce que les plus grandes chaînes y viennent se grouper et s'appuyer. Même, si je me trompe, M. Wyttenbach de Berne, qui a vu, du plus haut sommet, les pointes des autres montagnes, m'a conté qu'elles semblent toutes s'incliner vers le Gothard. Les montagnes de Schwitz et d'Unterwald, enchaînées à celles d'Uri, s'avancent du nord ; de l'est, les montagnes des Grisons ; du sud, celles des bailliages italiens, et, de l'ouest, se presse contre ce massif, par la Furka, la double chaîne qui enferme le Valais. Non loin de la maison, se trouvent ici deux petits lacs, dont l'un verse, à travers les ravins et les vallons, le Tessin et l'Italie, et l'autre, pareillement, la Reuss dans le lac des Quatre-Cantons. À peu de distance, le Rhin prend sa source, et court à l'orient ; et, si l'on ajoute le Rhône, qui jaillit au pied de la Furka et court à l'occident le long du Valais, on se trouve ici dans un lieu central d'où les montagnes et les fleuves courent aux quatre points cardinaux. »

Le peintre paysagiste anglais William Turner le représente en 1842-1843, dans une aquarelle Le Col du Saint-Gothard, près de Faido : exemple d'étude conservée à la Tate Britain à Londres.
Le col est le sujet central du manga Wolfsmund, de Mitsuhisa Kuji, où un seigneur tyrannique règne sur la forteresse et le col surnommé le col du Loup par les voyageurs.